# Aepeomys
Aepeomys é um gênero de roedores da família Cricetidae.

## Espécies
- Aepeomys lugens (Thomas, 1896)
- Aepeomys reigi Ochoa, Aguilera, Pacheco & Soriano, 2001